# 瀨名秀明
瀨名秀明（日语：瀬名秀明、1968年1月17日—），本名是鈴木秀明（すずき ひであき），是一位日本小說家、藥劑師。1996年，瀨名秀明獲得東北大學藥學博士學位。

## 生平
瀨名秀明是來自靜岡縣的科幻小說和恐怖小說作家。1995年，瀬名秀明以《寄生前夜》出道，並以《BRAIN VALLEY》榮獲日本恐怖小說大獎。近年來，他一直專注於機器人題材的寫作。瀨名秀明為日本科幻作家俱樂部第16任會長。
瀨名秀明曾任宮城大學看護學部講師、東北大學工學研究科特邀教授，目前居住在仙台。

## 外部連結
- Hideaki Sena's Homepage (Japanese) （页面存档备份，存于）
- 網路推理小說資料庫上的Hideaki Sena
- 瀨名秀明在互联网电影资料库（IMDb）上的資料（英文）